# Vallouise-Pelvoux
Vallouise-Pelvoux es una comuna nueva francesa situada en el departamento de Altos Alpes, de la región de Provenza-Alpes-Costa Azul.

## Historia
Fue creada el 1 de enero de 2017, en aplicación de una resolución del prefecto de Altos Alpes de 5 de septiembre de 2016 con la unión de las comunas de Pelvoux y Vallouise, pasando a estar el ayuntamiento en la antigua comuna de Pelvoux.

## Demografía
| Gráfica de evolución demográfica de Vallouise-Pelvoux entre 1800 y 2013 |
|                                                                         |

Los datos entre 1800 y 2013 son el resultado de sumar los parciales de las dos comunas que forman la nueva comuna de Vallouise-Pelvoux, cuyos datos se han cogido de 1800 a 1999, para las comunas de Pelvoux y Vallouise de la página francesa EHESS/Cassini. Los demás datos se han cogido de la página del INSEE.

## Composición
| Comuna delegada | Código INSEE | Población (2013) | Superficie (km²) | Densidad (hab./km²) |
| --------------- | ------------ | ---------------- | ---------------- | ------------------- |
| Pelvoux         | 05101        | 475              | 76.23            | 6                   |
| Vallouise       | 05175        | 755              | 68.58            | 11                  |